# Distretto di Fengman
Il distretto di Fengman (丰满区S, Fēngmǎn QūP) è un distretto della Cina, situato nella provincia di Jilin e amministrato dalla prefettura di Jilin.